# Marcos Winter
Marcos Winter   (São Paulo, 31 d'agost de 1966) nom artístic de Marcos César Simarelli Winter és un actor brasiler. L'agost de 2010 es va incorporar al repartiment de Malhação, en el paper del professor d'història Odilon. Va idealitzar la creació del Moviment pels Drets Humans. El 2014, va gravar la sèrie d'HBO Brasil, Magnífica 70, com el censor Vicente que, després d'enamorar-se de l'actriu pornochanchada Dora Dumar (Simone Spoladore), es va convertir en director de pel·lícules del gènere.

## Carrera

### A la televisió
- 2010 Malhação (Entrenamiento) - Odilon Secundari
- 2009 Para la venta es un Velo de la Novia - Homero Reis Antagonista
- 2008 Dos Caras - Narciso Tellerman Secundari
- 2007 Amazônia, de Galvez a Chico Mendes - Neto Secundari
- 2007 Pie en la jaca - Luchino Secundari
- 2006 Avassaladoras - La serie - Alê Participació
- 2005 Esas Mujeres - Eduardo Abreu Protagonista
- 2004 Un Sólo Corazón - Luís Martins Secundari
- 2003 Ahora es que son ellas - Heitor Secundari
- 2001 Estrella-Guía - Bob Secundario
- 1999 Vila Madalena - Roberto Protagonista
- 1998 Pecado Capital - Virgílio Lisboa Secundari
- 1998 Cuerpo Dorado - Arthurzinho Protagonista
- 1997 La Indomada - Hércules Pedreira Secundari
- 1996 El fin del mundo - Nado Protagonista
- 1995 Hermanos Coraje - Eduardo Coraje (Duda) Protagonista
- 1994 Fiera Herida - Cassi Jones de Azevedo Secundari
- 1993 Agosto - Cláudio Aguiar Secundari
- 1991 Felicidad - José Diogo Protagonista
- 1991 Floradas en la serra - Flávio Protagonista
- 1990 Deseo - Dinorá Secundari
- 1990 Pantanal - Jove (Joventino neto) Protagonista
- 1989 Tieta - Osmar Secundari
- 1988 Vida Nueva - Antoninho Secundario

### Al cinema
- Vestit de promesa - 2006
- Lluna d'Octubre - capità republicà Pedro Arzábal - 1997